# Бопай Касымова
Бопай Касымова (каз. Бопай Қасымова) – одна из участниц освободительного движения под Руководством Кенесары хана.

## Биография
Бопай была единственной дочерью в семье. С раннего возраста ездила верхом на лошади и владела оружием. Бопай-ханым как её прозвали близкие, агитировала своего мужа султана самеке поднятся на восстание. Возглавила отряд из 600 человек. Когда Кенесары захватил к караван идущий в Ташкент, часть добычи досталось султанше Бопай. В 1838 она нападала на кочевья и аулы которые были переданы царскому режиму, так, она напала на зимовку Сырымбет, бывшую ставку Вали-хана и увезла большое количество припасов. Так как отношения Бопай с братом Кенесары-ханом были очень тесными, даже царская администрация выделяла это «буйное семейство». Кенесары-хану не нравилось, что Бопай сражается в боях. Так как думал что её могли убить или взять в плен и также она была против войны с Кыргызами.

## Место захоронения
По словам старожил, она была похоронена в Айтекибийском районе, в близи местности Килемжайган.